# (500217) 2012 HB48
(500217) 2012 HB48 es un asteroide perteneciente al cinturón de asteroides, descubierto el 21 de abril de 2012 por el equipo del Pan-STARRS desde el Observatorio de Haleakala, Hawái, Estados Unidos.

## Designación y nombre
Designado provisionalmente como 2012 HB48.

## Características orbitales
2012 HB48 está situado a una distancia media del Sol de 2,685 ua, pudiendo alejarse hasta 3,082 ua y acercarse hasta 2,287 ua. Su excentricidad es 0,148 y la inclinación orbital 5,576 grados. Emplea 1607,04 días en completar una órbita alrededor del Sol.

## Características físicas
La magnitud absoluta de 2012 HB48 es 17,1.